# کتابخانه کلکته‌چی
کتابخانه کلکته‌چی مربوط به دوره پهلوی اول است و در تبریز، خیابان مطهری، کوچه مسجد جامع، حیاط مسجد جامع واقع شده و این اثر در تاریخ ۵ تیر ۱۳۸۴ با شمارهٔ ثبت ۱۱۹۸۰ به‌عنوان یکی از آثار ملی ایران به ثبت رسیده‌است.